# Patrik Sjöberg
Jan Niklas Patrik Sjöberg (Gotemburgo,  5 de janeiro de 1965)  é um antigo saltador em altura sueco.
Conquistou várias medalhas nos Jogos Olímpicos e nos Campeonatos Mundiais de Atletismo.

É ex-recordista mundial com a marca de 2,42 m (1987). Esta marca é, ainda hoje, a terceira melhor de todos os tempos, só ultrapassada pelos 2,45 m do cubano Javier Sotomayor e os 2,43 m de Mutaz Essa Barshim.